# 10 година са вама
10 година са вама је студијски албум српског фолк певача Мирослава Илића. Албум је објављен 1988. године за издавачку кућу ПГП РТБ, а доступан је био на касети и грамофонској плочи.

## Списак песама
| №               | Назив                    | Аутор(и)                                 | Трајање |  |
| 1.              | Знам да знаш             | Р. Тодоровић Бабић (т), М. Мијатовић (м) | 3:20    |  |
| 2.              | Дан освиће, а ја одлазим | М. Ж. Илић (т), Д. Александрић (м)       | 3:30    |  |
| 3.              | Ја нисам узалуд волео    | С. Николић (т), Д. Александрић (м)       | 3:15    |  |
| 4.              | Шта је теби...           | В. Петковић (т), М. Мијатовић (м)        | 2:40    |  |
| 5.              | Балада о нама            | М. Ж. Илић (т), Д. Александрић (м)       | 4:10    |  |
| 6.              | Издала си срце           | М. Јанковић (т), Д. Александрић (м)      | 2:52    |  |
| 7.              | Ако се растанемо         | В. Петковић (т), М. Мијатовић (м)        | 2:46    |  |
| 8.              | Буди ми верна            | Р. Мудринић (т), Д. Александрић (м)      | 3:05    |  |
| Укупно трајање: | Укупно трајање:          | Укупно трајање:                          | 25:38   |  |

## Пратећи музичари
- Оркестар Драгана Александрића — оркестар

## Остале заслуге
- Драган Александрић — продуцент
- Миша Мијатовић — продуцент
- Драган Вукићевић — тонски сниматељи
- Иван Ћулум — дизајн омота
- Зоран Кузмановић — фотографије